# (439) Ohio
(439) Ohio est un astéroïde de la ceinture principale découvert par E. F. Coddington le 13 octobre 1898.

## Compléments